# Beroe mitraeformis
Beroe mitraeformis är en kammanetart som beskrevs av René-Primevère Lesson 1830. Beroe mitraeformis ingår i släktet Beroe, och familjen Beroidae. Inga underarter finns listade i Catalogue of Life.